# Grand Promenade Trail
Le Grand Promenade Trail est une promenade américaine à Hot Springs, dans le comté de Garland, en Arkansas. Couverte de briques, cette voie longue d'environ 800 mètres est parallèle à Bathhouse Row. Protégée au sein du parc national de Hot Springs, elle est classée National Recreation Trail depuis 1982.